# Притяжательные местоимения
Притяжательные местоимения — разряд местоимений, указывающих принадлежность к участникам речи.
Примеры в русском языке: «мой», «твой», «их», «его», «её», «свой».

## В русском языке
Изменяются как прилагательные, за исключением притяжательных местоимений третьего лица.
В просторечии известны формы «ихний», «евоный», «еёный».
В некоторых языках (семитских, финском и др.) принадлежность указывается с помощью притяжательных аффиксов.